# Kamei Katsuichirō

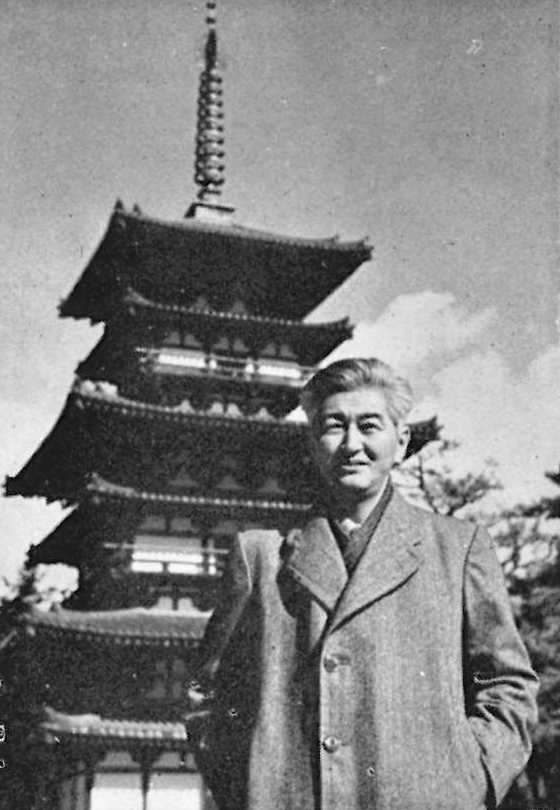
Kamei Katsuichirō (1953)

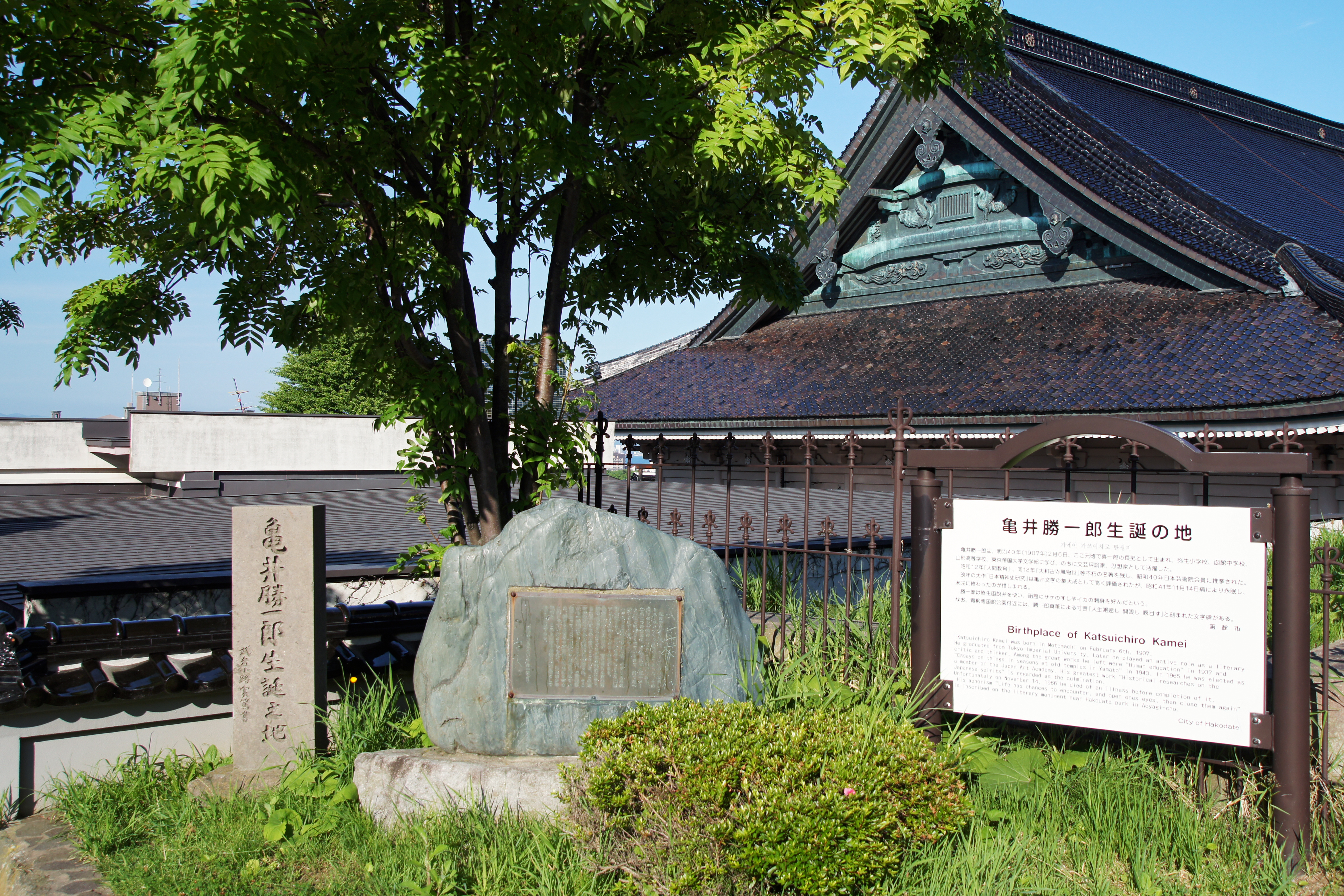
Gedenkstein am Geburtshaus in Hakodate

Kamei Katsuichirō (japanisch 亀井 勝一郎; * 6. Februar 1907 in Hakodate; † 14. November 1966 in Tōkyō) war ein japanischer Schriftsteller und Literaturkritiker.

## Leben
Kamei studierte an der Universität Tōkyō Literatur. 1927 trat er in die Shinjin-kai (新人会) ein und begeisterte sich für Marx und Lenin. Wegen zweifelhafter Verstöße gegen das Gesetz zur Aufrechterhaltung der öffentlichen Sicherheit wurde er von April 1928 bis 1930 im Gefängnis Toyotama (豊多摩刑務所,  Toyotama keimusho) inhaftiert. 1934 gab er zunächst die Zeitschrift Genjitsu (現実), ein Jahr später die Zeitschrift Nihon Romanha (日本浪曼派) heraus, in der er Kritiken publizierte.
1937 erscheint Die Erziehung des Menschen(geschlechts) – ein Versuch über Goethe (人間教育 (ゲエテへの一つの試み)), wofür er ein Jahr später den Iketani-Shinzaburō-Preis erhielt. 1950 wird er für Kyōnendo no shōsakuhin mit dem Yomiuri-Literaturpreis in der Kategorie Kritiken/Biografien ausgezeichnet.
Kamei gilt zusammen mit Yasuda Yojūrō als wichtigster Vertreter der japanischen romantischen Schule.

## Werke
- 1937 Ningen kyōiku: Goethe e no hitotsu no kokoromi (人間教育 ゲェテへの一つの試み)
- 1939 Shimazaki Tōson (島崎藤村)
- 1939 Sakka-ron (作家論)
- 1944 Nihonjin no shi (日本人の死)
- 1946 Shōtoku Taishi (聖徳太子)
- 1948 Kurata Hyakuzō hyōden (倉田百三評伝)